# Bond tegen vloeken
De Bond tegen vloeken is een Nederlandse christelijke organisatie die zich inzet voor respectvol taalgebruik zonder scheld- en vloekwoorden. De organisatie stelt niet alleen het vloeken, maar ook andere grove taal, zoals schuttingtaal en verwensingen, aan de kaak.

## Geschiedenis
De ontstaansgeschiedenis van de Bond begint in 1916, met een oproepje in de landelijke antirevolutionair-gereformeerde krant De Standaard, waarin de heer J. Baas uit Den Helder sympathisanten zocht om met hem een organisatie op te richten die het vloeken zou moeten tegengaan. Dit leidde op 17 september 1917 tot de oprichting door onder anderen generaal en Tweede Kamerlid (ARP 1901-1945) Lodewijk Duymaer van Twist (1865-1961) van de Bond tegen het schenden door het vloeken van Gods heilige Naam. In de loop der tijd zou die naam afgekort worden tot Bond tegen het vloeken. De oprichters constateerden dat mensen in toenemende mate onverschillig werden jegens godsdienst en geloof, en maakten zich zorgen over de mate waarin in Nederland gevloekt werd. Op 1 september 2012 werd het lidwoord in de naam Bond tegen het vloeken geschrapt.

## Doel en werkwijze
Volgens de statuten van de Bond luidt de doelstelling als volgt:
- hoofddoelstelling: de strijd aanbinden onder alle geledingen van de Nederlandse samenleving tegen het grote kwaad van het vloeken
- nevendoelstelling: kwetsend, obsceen of grof taalgebruik in het menselijk verkeer bestrijden

De Bond geeft op zijn website aan Nederland mooier te willen maken. Daarom zet de Bond zich in voor respectvol taalgebruik. Omdat vloeken volgens de Bond veelal onnadenkend gebeurt, werkt de organisatie aan bewustwording. De Bond tegen vloeken kiest voor een positieve benadering en richt zich daarbij vooral op jongeren. De focus ligt op het vloeken, dat de Bond definieert als misbruik van Gods naam. Met name de veel gebruikte vloek godverdomme is hun een doorn in het oog.

## Activiteiten
De Bond is vooral bekend van stationsposters en media-aandacht. De bekendste poster toont een papegaai met de tekst 'Vloeken is aangeleerd! Word geen naprater!' (aanvankelijk gespeld als 'Wordt geen naprater'). De huidige poster, de zogenaamde zwanenposter, heeft als tekst 'Praat liever met elkaar'. Deze poster kwam eerder in opspraak omdat de zwanen territoriaal gedrag en/of paringsgedrag zouden vertonen. Een zwanenexpert van SOVON Vogelonderzoek merkte later op dat dit niet het geval was.
De organisatie verzorgt interactieve gastlessen op scholen (van allerlei signatuur) en presentaties bij verenigingen. De Bond voert verder gerichte campagnes uit voor specifieke doelgroepen (zoals sportclubs), publiceert onderzoek, benadert media en bedrijven naar aanleiding van vloeken of godslastering en geeft promotiemateriaal uit. Ongeveer 250 vrijwilligers (bron: 2014) zetten zich regionaal in voor de Bond. Daarnaast gaat de organisatie sinds 2012 met een bestelbus het land in om markten, braderieën en steden te bezoeken. Doel is het gesprek aangaan met Nederland. De aanwezigheid van de Bond roept ook weleens negatieve reacties op.
De Bond tegen vloeken laat regelmatig extern onderzoek uitvoeren rond vloekgedrag en de beleving daarvan in Nederland. De onderzoeksrapporten zijn beschikbaar op de website van de Bond.

## Vloekmonitor
Jaarlijks voert TNS NIPO in opdracht van de Bond tegen vloeken een Vloekmonitor uit, een onderzoek naar grove taal op televisie. In drie meetweken, over het jaar verspreid, brengen de meetdeelnemers in kaart in hoeverre er gevloekt en gescholden wordt op de Nederlandse buis.
De Vloekmonitor 2008 wees uit dat grof taalgebruik op televisie sinds 2003 is toegenomen met 46%. Er is een duidelijke trend waarneembaar van afname van ruwe taal bij de publieke omroepen en toename bij de commerciële zenders. De commerciëlen bleken in 2008 gemiddeld tweemaal zo grof als de publieken (resp. gemiddeld 1,8 tegenover 0,9 grove taaluitingen per uur).
De onderzoeksrapporten zijn te vinden op de website van de Bond tegen vloeken.

## Slagzinnen
De Bond heeft gedurende zijn bestaan gebruikgemaakt van verschillende slagzinnen die vooral via de affiches op stations grote bekendheid kregen:
- "Spreek vrijmoedig over God, maar misbruik nooit Zijn Naam" (jaren 1950)
- "Vloeken is aangeleerd! Word geen naprater!" (jaren 1980, met afbeelding van een papegaai)
- "Een vloek mist ieder doel" (jaren 2000)[5]

## Overheidssteun
De Bond ontvangt geen subsidie van de rijksoverheid, wel van sommige gemeenten.
De rijksoverheid, die het internetdomein godverdomme.nl geregistreerd had, heeft dit weer uit handen gegeven. waardoor het nu eigendom van de Bond tegen vloeken is.

## Kritiek
Sommige seculiere organisaties laken het feit dat er overheidssubsidies verstrekt worden aan christelijke organisaties. Anderen vinden het ongepast dat organisaties soms zelfcensuur op religieuze basis toepassen, onder meer n.a.v. klachten van de Bond.
Ook is er kritiek op de doelstelling van de Bond tegen vloeken omdat men vindt dat vloeken nuttig is of omdat men vindt dat niemand zich met hun vloekgedrag moet bemoeien. Zo kwam op 30 november 2009 de Bond tegen het vloeken in opspraak omdat deze op de netwerksite Twitter tientallen mensen had aangesproken op vloeken in tweets. Veel aangesprokenen waren daar niet van gediend. Naar aanleiding van de commotie op internet en in de media besloot de Bond mensen niet meer publiekelijk digitaal op hun vloekgedrag aan te spreken.
Begin 2012 besloot de Bond om zijn naam niet meer op de posters te vermelden omdat uit imago-onderzoek blijkt dat mensen de organisatie 'suf, achterhaald, extreem, dom en zielig' vinden. Ook de papegaai wordt niet langer op de posters afgebeeld en is vervangen door afbeeldingen van gewone mensen.
Op 13 juli 2021 lanceerde de Bond echter opnieuw een postercampagne onder de naam #weetwatjezegt, waarin de Bond weer met naam op posters te zien was.